# Губська
Гу́бська — станиця в Мостовському районі Краснодарського краю. Центр Губського сільського поселення.
Населення — 3,1 тис. мешканців (2002).
Станиця розташована на березі річки Губс (притока Ходзя), у передгір'ях, за 17 км південно-західніше селища міського типу Мостовський.